# Fate/EXTELLA
Fate/EXTELLA: The Umbral Star (フェイト/エクステラ, Feito/Ekusutera) est un RPG d'action de type hack 'n' slash développé et publié par Marvelous en collaboration avec TYPE-MOON. Le jeu est sorti pour les consoles PlayStation 4 et PlayStation Vita en novembre 2016 au Japon et en janvier 2017 pour l'Amérique du Nord, l'Europe et l'Australie,,. Un portage sur la Nintendo Switch et Microsoft Windows est sorti en juillet 2017 pour les trois régions. Il s'agit du troisième épisode qui se déroule dans l'univers qui a débuté avec Fate/EXTRA et le second à être sorti en dehors du Japon. 
L'intrigue du jeu est centré sur le conflit entre deux factions, l'un dirigée par Nero et l'autre par Tamamo de Fate/EXTRA, qui se battent entre elles pour le contrôle du Moon Cell et du Saint Graal. Elles sont bientôt rejoints par une troisième faction dirigée par Altera (Attila), qui a l'intention de détruire la civilisation humaine, mais également par Saber (Arturia) du visual novel Fate/stay night qui souhaite arrêter le conflit entre ces trois-là.
Fate/EXTELLA LINK (フェイト/エクステラ リンク, Feito/Ekusutera Rinku) est sorti le 7 juin 2018 au Japon sur PlayStation 4 et PlayStation Vita ; une version Nintendo Switch est également publiée le 31 janvier 2019. Il est aussi sorti en Amérique du Nord et en Europe en mars 2019,.
Les deux jeux sont portés sur les appareils fonctionnant sous les systèmes d'exploitation mobiles Android et iOS au Japon.

## Synopsis
Le jeu se déroule après les événements de la Guerre Sainte du Graal dans le premier jeu Fate/EXTRA. Néro et son Master (dont le vrai nom est Hakuno Kishinami) ont gagné la guerre, leur donnant ainsi le contrôle de l'ordinateur du Moon Cell Automaton qui a le pouvoir d'exaucer un souhait. Comme preuve de leur royauté, ils ont obtenu l'« anneau de Regalia », avec lequel ils dirigent les anciens Servants ennemis ; ils sont cependant confrontés à un nouvel opposant, qui détient également un Regalia. L'histoire est racontée avec les points de vue de Nero, Tamamo-no-Mae et Altera (également connue sous le nom d'Attila) ; en plus de l'histoire principale, le jeu comprend également des histoires parallèles portant sur les autres Servants.

## Système de jeu
Fate/EXTELLA est un RPG d'action, de type hack 'n' slash, à un seul joueur dans lequel le joueur prend le rôle de « Master » qui travaille avec des esprits héroïques connus sous le nom de « Servants » et combattent un grand nombre d'ennemis,. Le joueur peut personnaliser le Master, en choisissant son nom et son genre. Il y a seize Servants jouables dans le jeu, divisés en huit classes: Saber, Archer, Lancer, Caster, Assassin, Rider, Berserker et Extra Class. Les différents Servants ont des styles de combat distincts: Saber, la bretteuse Nero Claudius possède de puissantes compétences en épée et des capacités équilibrées ; Caster, la mage Tamamo-no-Mae peut utiliser des compétences magiques ; et Attila, la bretteuse de classe Saber, utilise un style de combat violent.
En tant que Servant, le joueur peut courir sur le champ de bataille et frapper avec de puissantes attaques ou faibles ; en utilisant certaines combinaisons de celles-ci, le joueur peut déclencher un combo. Le joueur peut se protéger contre les attaques ennemies en se protégeant ou en évitant l'attaque avec une esquive aérienne. En consommant une jauge, le joueur peut utiliser l'attaque spéciale « Extella Maneuver », où les attaques contre des ennemis seuls infligent également des dégâts aux autres ennemis qui l'entourent. Les Servants peuvent être améliorés par l'utilisation de « changement de forme », un mécanisme de jeu qui modifie leur apparence et leurs armes, leur permettant d'éliminer facilement les ennemis à proximité. Les transformations diffèrent en fonction du personnage: par exemple, Nero est basé sur le feu, alors que Tamamo-no-Mae est basé sur la neige.
Un mode de jeu appelé « Area Supremacy Battle » est également disponible, dans lequel les Servants attaquent des secteurs et tentent d'obtenir des « Regime Matrices » - clés qui donnent un contrôle sur la zone. Chaque secteur a une quantité différente de clés ; le joueur gagne en recueillant quinze d'entre eux. En plus de se battre contre des ennemis, le joueur doit également protéger son propre secteur dans ce mode de jeu.
Un mode multijoueur a été ajouté dans Fate/EXTELLA LINK, celui-ci permet notamment des combats en ligne 4 contre 4. Par ailleurs, une cathédrale médiévale suspendue dans le ciel a été conçue comme nouveau camp de base dans lequel les joueurs pourront se déplacer librement et interagir avec les Servants pour se rapprocher d'eux et accéder à des missions secondaires étoffant l'histoire de ces personnages,.

## Personnages
La majorité des personnages provient des précédents jeux Fate/EXTRA. Seize Servants sont jouables dans ce jeu, quatre autres sont rajoutés dans le jeu Fate/EXTELLA LINK.

### Personnage principal
Hakuno Kishinami (岸波 白野, Kishinami Hakuno)
Vainqueur(e) de la Guerre Sainte du Graal de la Lune. Au début du jeu, le sexe du personnage peut être sélectionné et son nom est réglé librement dans le jeu. Il/elle n'est plus vêtu(e) de l'uniforme d'étudiant d'EXTRA et CCC ; le garçon porte une tenue blanche de prêtre shinto tandis que la jeune fille est vêtue d'une robe blanche.

### Camp de Nero Claudius
CapitaineSaber (セイバー, Seibā) / Nero Claudius (ネロ・クラウディウス, Nero Kuraudiusu)
Voix japonaise : Sakura Tange,
Apparaissant pour la première fois dans Fate/EXTRA, celle-ci est victorieuse de la Guerre Sainte du Graal qui s'y est déroulé. Une jeune fille avouant d'elle-même et aux autres qu'elle est arrogante et égoïste, mais qui fait extrêmement confiance à son Master.
AdjudantArcher (アーチャー, Āchā) / Nameless (名前のない, namae no nai)
Voix japonaise : Junichi Suwabe
Également apparu pour la première fois dans Fate/EXTRA, c'est un archer sans véritable nom portant un manteau rouge. C'est un moqueur gardant la tête froide, mais auquel on peut faire confiance pour réaliser n'importe quoi.
Saber (セイバー, Seibā) / Gauvain (ガウェイン, Gawein)
Voix japonaise : Takahiro Mizushima
Également apparu pour la première fois dans Fate/EXTRA, il est l'un des chevaliers de la Table ronde apparaissant dans la légende du roi Arthur. Bien qu'il soit un génie loyal se donnant du mal et ne connaissant pas le découragement, il ne sait pas lire l'ambiance d'un contexte.
Lancer (ランサー, Ransā) / Cúchulainn (クー・フーリン, Kū Hūrin)
Voix japonaise : Nobutoshi Kanna
Apparaissant pour la première fois dans Fate/stay night, il est un enfant divin de la lumière d'Irlande. Bien qu'il ait l'air sauvage, il est d'une personnalité franche, mais il est absolument impitoyable au combat.
Assassin (アサシン, Asashin) / Li Shuwen (李 書文, Ri Shobun)
Voix japonaise : Kunihiko Yasui
Apparaissant pour la première fois dans Fate/EXTRA, il est un maître dans l'art martial chinois du baji quan. Pour lui, la maîtrise des arts martiaux est semblable à un lieu de conscience et de croyance mutuelle, considérant la mort comme une action qu'on ne peut échapper.

### Camp de Tamamo-no-Mae
CapitaineCaster (キャスター, Kyasutā) / Tamamo-no-Mae (玉藻の前, Tamamo no Mae)
Voix japonaise : Chiwa Saito,
Apparaissant pour la première fois dans Fate/EXTRA, elle est également victorieuse de la Guerre Sainte du Graal qui s'y est déroulé. Enjouée des deux côtés, elle est une Servant entièrement fidèle à son Master.
AdjudantLancer (ランサー, Ransā) / Karna (カルナ, Karuna)
Voix japonaise : Kōji Yusa
Apparaissant pour la première fois dans Fate/Apocrypha, il est le fils du dieu du soleil de la mythologie hindoue. Dans cette œuvre-là, Karna a les yeux vairons, un œil rouge et l'autre bleu. Il ne donne pas une impression humaine, mais il est d'une personnalité prudente et fidèle.
Lancer (ランサー, Ransā) / Élisabeth Báthory (エリザベート・バートリー, Erizabēto Bātorī)
Voix japonaise : Rumi Ōkubo
Apparaissant pour la première fois dans Fate/EXTRA CCC, elle est réputée pour être une vampire dû sa à légende dans laquelle aurait réalisée d'horribles meurtres en série car elle cherchait à rester jeune et belle pour l'éternité, et elle se considère comme une idole.
Berserker (バーサーカー, Bāsākā) / Lü Bu Fèngxiān (呂布 奉先, Ryofu Hōsen)
Voix japonaise : Kunihiko Yasui
Également apparu pour la première fois dans Fate/EXTRA, il était un général du temps des Trois Royaumes de Chine. Il a perdu la raison et ses pensées du fait de son invocation en tant que Berserker.
Rider (ライダー, Raidā) / Méduse (メドゥーサ, Medo~ūsa)
Voix japonaise : Yū Asakawa
Apparaissant pour la première fois dans Fate/stay night, elle est la plus jeune des trois sœurs Gorgones apparaissant dans la mythologie grecque.

### Camp d'Altera
CapitaineSaber (セイバー, Seibā) / Altera (アルテラ, Arutera)
Voix japonaise : Mamiko Noto
Un esprit mystérieux qui ne devait pas exister sur Terre. Bien qu'elle soit intelligente et a ses propres raisons, elle semble avoir les yeux vides. Apparaissant pour la première fois dans Fate/Grand Order, c'est depuis la configuration de son apparition dans ce travail, servant de précurseur, qu'elle se fait nommer comme cela.
AdjudantArcher (アーチャー, Āchā) / Gilgamesh (ギルガメシ, Girugameshi)
Voix japonaise : Tomokazu Seki
Apparaissant pour la première fois dans Fate/stay night, il est un personnage héroïque et mythique de la mythologie mésopotamienne et considéré comme « Le plus ancien roi des héros de l'humanité ».
Ruler (ルーラー, Rūrā) / Jeanne d'Arc (ジャンヌ・ダルク, Jan'nu Daruku)
Voix japonaise : Māya Sakamoto
Apparaissant pour la première fois dans Fate/Apocrypha, elle est la Sainte catholique qui a sauvé la France. Sérieuse et dévouée, cela a peut-être pousser celle-ci à se venger.
Rider (ライダー, Raidā) / Iskandar (イスカンダル, Isukandaru)
Voix japonaise : Akio Ōtsuka
Apparaissant pour la première fois dans Fate/Zero, il est le roi-conquérant le plus célèbre de Macédoine.

### Servants indépendants
Saber (セイバー, Seibā) / Arturia Pendragon (アルトリア・ペンドラゴン, Arutoria pendoragon)
Voix japonaise : Ayako Kawasumi
Apparaissant pour la première fois dans Fate/stay night, elle est le roi Arthur, protecteur de la Grande-Bretagne. Dans cette œuvre, elle est apparue comme un système de défense qui a été invoqué par le Moon Cell.
Caster (キャスター, Kyasutā) / Archimède (アルキメデス, Arukimedesu)
Voix japonaise : Kazuyuki Okitsu
Faisant sa première apparition dans ce jeu, génie et mathématicien, Archimède prend l'apparence d'un technicien pour effectuer les maintenances sur SE.RA.PH ; il a été choisi par Moon Cell en tant qu'administrateur digne de confiance pour ses compétences, sa personnalité et ses mérites.

### Fate/EXTELLA LINK
Saber (セイバー, Seibā) / Charlemagne (シャルルマーニュ, Sharurumānyu)
Voix japonaise : Ryōhei Kimura
Un Servant apparaissant dans le futur jeu Fate/EXTELLA LINK. Charlemagne est le chef du groupe de chevaliers éponyme qui le sert, les « Douze paladins de Charlemagne ».
Rider (ライダー, Raidā) / Francis Drake (フランシス・ドレイク, Furanshisu Doreiku)
Voix japonaise : Urara Takano
À l'origine un homme dans l'Histoire, Francis Drake prend la forme d'une femme pirate dans la franchise Fate. Elle est apparue pour la première fois dans Fate/EXTRA.
Rider (ライダー, Raidā) / Astolfo (アストルフォ, Asutorufo)
Voix japonaise : Rumi Ōkubo
L'un des douze paladins de Charlemagne apparaissant pour la première fois dans Fate/Apocrypha.
Lancer (ランサー, Ransā) / Scáthach (スカアハ, Sukāha)
Voix japonaise : Mamiko Noto
Apparaissant pour la première fois dans Fate/Grand Order, Scáthach est une puissante et redoutable reine guerrière de la mythologie celtique irlandaise. Elle est le mentor de Cú Chulainn.
Archer (アーチャー, Āchā) / Arjuna (アルジュナ, Arujuna)
Voix japonaise : Nobunaga Shimazaki
Apparaissant également pour la première fois dans Fate/Grand Order. Un grand héros d'une épopée antique de l'Inde, le Mahabharata.
Berserker (バーサーカー, Bāsākā) / Darius III (ダレイオス3世, Dareiosu San-sei)
Voix japonaise : Kunihiko Yasui
Le valeureux et dernier roi achéménide de la Perse antique. Il est présenté pour la première fois dans Fate/Grand Order.
Archer (アーチャー, Āchā) / Robin des Bois (ロビン・フッド, Robin Fuddo)
Voix japonaise : Kōsuke Toriumi
Également apparu pour la première fois dans Fate/EXTRA, il était un voleur chevaleresque qui se cachait dans la forêt de Sherwood.
Caster (キャスター, Kyasutā) / Gilles de Rais (ジル・ド・レェ, Jiru do Rei)
Voix japonaise : Satoshi Tsuruoka
À l'origine un héros national pendant la guerre de Cent Ans alors qu'il servait Jeanne d'Arc après avoir aidé à reprendre Orléans, et a reçu la plus haute distinction de la nation avec le titre de maréchal de France. Celui-ci tombe dans le désespoir à l'exécution de cette dernière et sombre dans la folie, en commettant au passage d'innombrables atrocités avant de se faire exécuter. Il apparaît pour la première fois dans Fate/Zero.
Berserker (バーサーカー, Bāsākā) / Lancelot (ランスロット, Ransurotto)
Voix japonaise : Ryōtarō Okiayu
Un des chevaliers de la Table ronde du roi Arthur. Présenté pour la première fois dans Fate/Zero, il y est surnommé le « Chevalier noir », sa folie l'a réduit à un simple guerrier sans conscience, mais dangereusement habile.
Ruler (ルーラー, Rūrā) / Karl der Große (カール大帝, Kāru Taitei)
Voix japonaise : Kazuhiko Inoue
Il est décrit comme étant le « modèle » de la légende de Charlemagne qui a réalisé l'unité de l'Europe occidentale.

## Développement

### Production
Fate/EXTELLA est développé par Marvelous, et est écrit par Kinoko Nasu et Hikaru Sakurai, avec les character designs d'Aruko Wada,. Lorsque le jeu a été annoncé en mars 2016, le développement était terminé à 60%. Le développement a débuté après que le dernier jeu Fate, Fate/EXTRA CCC, a été terminé. Il est écrit comme une histoire indépendante, avec Takashi Takeuchi décrivant Fate/EXTELLA ne compte ni pour Fate/stay night ni à une suite pour EXTRA ; selon Nasu, l'histoire « hérite encore du sang d'Extra ».
Marvelous a développé des costumes alternatifs pour les personnages comme contenu téléchargeable: un des costumes, pour Gilgamesh, a dû être redessiné pour « diverses raisons ». Alors que Marvelous ne l'a pas précisé, certains journalistes ont spéculé que cela était dû à sa ressemblance avec les uniformes d'officiers nazis,.

### Lancement

Logo de Fate/EXTELLA LINK.

Le jeu est sorti pour la PlayStation 4 et la PlayStation Vita par Marvelous le 10 novembre 2016 au Japon, le 17 janvier 2017 en Amérique du Nord et le 20 janvier 2017 en Europe et en Australie. Une version Nintendo Switch avait également annoncée. La version PlayStation 4 a reçu un patch qui ajoute du support pour le matériel de la PlayStation 4 Pro.
Au Japon, plusieurs éditions du jeu ont été mises à disposition: la « Velber Box » comprend une copie du jeu pour PlayStation 4 et une pour PlayStation Vita, une boîte avec un dessin de Wada, un oppai mousepad (おっぱいマウスパッド, Oppai mausupaddo, litt. « tapis de souris à nichons ») représentant la Servant de classe Saber Nero, un livre avec des informations sur le développement du jeu et un glossaire, un code de téléchargement de costumes alternatifs pour les serviteurs Nero et Gilgamesh ; la « Regalia Box » comprend une copie du jeu pour une plate-forme, la boîte, le livre et un code de téléchargement pour l'un des costumes inclus dans la Velber Box. Toutes les copies japonaises du jeu viennent également avec un code de téléchargement pour deux costumes supplémentaires, pour Nero et Arturia Pendragon. Les copies achetées à Loppi ou HMV incluent également un costume de plus, pour un personnage masculin. Pendant ce temps, les achats numériques japonais comprennent un costume « Dragon Magician Girl » pour Elizabeth Bathory. Des costumes téléchargeables supplémentaires sont publiés après la sortie du jeu, comprenant un ensemble de neuf maillots de bain, un ensemble de sept vêtements pour femmes, un ensemble de neuf vêtements pour hommes et l'un des trois costumes de Fate/stay night.
Lors du Nintendo Direct du 4 avril 2017, il a été révélé que le jeu sur la Nintendo Switch le 20 juillet 2017 au Japon, le 21 juillet 2017 en Europe et le 25 juillet 2017 en Amérique du Nord. Le jeu est regroupé avec tous les costumes DLC pour tous les personnages gratuitement, y compris la tenue de Néron « Unshackled Bride » (la version révélatrice de la tenue Saber Bride) exclusivement sur Nintendo Switch. Contrairement à la PlayStation 4 et la version PlayStation Vita, la version Nintendo Switch du jeu permet aux joueurs de choisir quatre langues, le japonais, l'anglais, le chinois traditionnel et le coréen. La bande-annonce japonaise du jeu a annoncé la « Limited Box Edition », qui comporte une pochette pour la Switch comprenant Nero dessinée dans un style chibi et le jeu lui-même,.
Le 5 juillet 2017, une version Microsoft Windows via Steam a été annoncée pour une sortie le 25 juillet, coïncidant avec le lancement nord-américain de la version Nintendo Switch.
Lors d'un événement retransmis en direct le 26 avril 2017, il a été divulgué qu'un nouveau jeu était en cours de développement et que l'action des Servatns serait plus important,. Celui-ci s'intitule Fate/EXTELLA LINK (フェイト/エクステラ リンク, Feito/Ekusutera Rinku) et comprend un nouveau design pour le Master et un nouveau Servant de classe Saber, Charlemagne,. Celui-ci est sorti le 7 juin 2018 au Japon sur la PlayStation 4 et la PlayStation Vita. La version Nintendo Switch est publiée le 31 janvier 2019 au Japon. Une édition limitée est également vendue avec un jeu de Mah-jong. La version nord-américaine de Fate/EXTELLA LINK est publiée le 19 mars 2019 sur Steam, la PS4, la PS Vita et la Switch ; en Europe, la version Steam est sortie le 19 mars 2019 et le 22 mars pour les autres plateformes.
Au Japon, Marvelous a publié des portages de Fate/EXTELLA et Fate/EXTELLA LINK sur les appareils fonctionnant sous les systèmes d'exploitation mobiles Android et iOS qui sont téléchargeables à travers les magasins d'applications respectifs, le Google Play et l'App Store.

## Accueil
Globalement, le jeu est moyennement apprécié de ses joueurs qui ont un avis partagé, lui donnant ainsi une note plus ou moins correcte ; Jonathan Bushle de Gameblog accorde une note de 7 sur 10 pour les versions PS4, PS Vita, Switch,, Jeuxvideo.com lui donne un 15/20 pour les versions PS4 et PS Vita, Metacritic relève un score moyen de 67/100 pour la PS4 et de 68/100 pour la Switch, GameRankings lui attribue des notes différentes selon la plate-forme, 65.53% pour la PS4, 73.33% pour la PS Vita, 68.85% pour la Switch et 50% pour la version PC.
Le 21 août 2017, la version Switch s'est vendue en 12 050 exemplaires.